# Карл (Хесен-Ванфрид)
Вижте пояснителната страница за други личности с името Карл.
Карл фон Хесен-Ванфрид (на немски: Karl (Carl) von Hessen-Wanfried; * 19 юли 1649 в замък Рейнфелс; † 3 март 1711 в Лангеншвалбах) от род Дом Хесен (линия Хесен-Касел-Рейнфелс) е от 1676 до 1711 г. ландграф на Хесен-Ванфрид.
Той е вторият син на Ернст фон Хесен-Рейнфелс-Ротенбург (1623 – 1693) и първата му съпруга му графиня Мария Елеонора фон Золмс-Хоензолмс (1632 – 1689). Карл е внук на ландграф Мориц фон Хесен-Касел, „Учения“. По-големият му брат Вилхелм (1648 – 1725) става ландграф на Хесен-Ротенбург.
През 1676 г. Карл получава бившето частично ландграфство Хесен-Ешвеге и се мести във Ванфрид. Така той основава католическата странична линия Хесен-Ванфрид. Той прави двореца във Ванфрид за своя резиденция, понеже дворецът в Ешвеге е заложен от 1667 г. на Брауншвайг-Беверн.
Карл се жени за първи път на 24 януари 1669 г. за София Магдалена фон Салм-Райфершайд (* 17 юни 1649 в Бедбург; † 4/14 април 1675 във Венеция), дъщеря на алтграф Ерих Адолф фон Залм-Райфершайт и съпругата му принцеса Магдалена фон Хесен-Касел. София Магдалена умира през 1675 г. на път за Венеция. Карл се жени след това, на 4 юни 1678 г., за Александрина Юлиана Лайнинген-Дагсбург (* 21 август 1651 в Хайдесхайм; † 19 април 1703 във Ванфрид), вдовица на ландграф Георг III фон Хесен-Итер-Фьол, дъщеря на граф Емих XIII фон Лайнинген-Дагсбург и втората му съпруга графиня Доротея фон Валдек-Вилдунген. Тя умира на 19 април 1703 г.
Карл умира през 1711 г. и е наследен от син му Вилхелм. След смъртта му през 1731 г. е последван от полубрат му Христиан, който умира бездетен през 1755 г. и линията Хесен-Ванфрид е изчезва.

## Деца
От брака със София Магдалена:
- Карл Ернст Адолф (* 8 октомври 1669; † декември 1669)
- Мария Елеонора Анна (* 13 октомври 1670, † януари 1671)
- Вилхелм II Млади (* 25 август 1671; † 1 април 1731 в Париж), ландграф на Хесен-Ванфрид-(Рейнфелс) 1711 – 1731
- Фридрих (* 17 май 1673; † 1692), домхер в Кьолн, умира при посещение на епископа от Рааб в Унгария
- Филип (* юни 1674)

От брака с Александрина Юлиана:
- Шарлота Амалия (* 8 март 1679; † 8 февруари 1722 в Париж), ∞ 26 септември 1694 в Кьолн Ференц II Ракоци (* 27 март 1676; † 8 април 1735), княз на Трансилвания
- Ернст (* 20 април 1680; † 24 юни 1680)
- София Леополдина (* 17 юли 1681; † 18 април 1724)
- Карл Александер (* 6 ноември 1683; † февруари 1684)
- Мария Анна Йохана (* 8 януари 1685; † 11 юни 1764) ∞ на 15 юли 1703 г. в Ерфурт за фрайхер Даниел фон Ингенхайм (* 28 март 1666; † 22 януари 1723)
- Мария Тереза Елизабет Йозефа (* 5 април 1687; † 9 септември 1689)
- Христина Франциска Поликсена (* 23 май 1688; † 17 юли 1728), ∞ 28 февруари 1712 княз Доминик Марквард фон Льовенщайн-Вертхайм-Рошефорт (1690 – 1735)
- Христиан (* 17 юли 1689; † 21 октомври 1755), последният ландграф на Хесен-Ванфрид-(Ешвеге) и Хесен-Рейнфелс
- Юлиана Елизабет Анна Луиза (* 20 октомври 1690; † 13 юли 1724), ∞ 6 януари 1718 във Ванфрид граф Христиан Ото фон Лимбург-Щирум (* 25 март 1694; † 24 февруари 1749)
- Мария (* 31 август 1693)
- Елеонора Бернхардина (* 21 февруари 1695; † 14 август 1768 във Франкфурт)